# جمیما سومگونگ
جمیما سومگونگ (انگلیسی: Jemima Sumgong؛ زادهٔ ۲۱ دسامبر ۱۹۸۴) دونده ماراتن اهل کنیا است.
وی در مسابقات کشوری و بین‌المللی در مجموع برندهٔ ۱ مدال طلا شده‌است.